# Landmines (песня Sum 41)
«Landmines» — песня канадской рок-группы Sum 41, написанная Дериком Уибли. Она была выпущена в качестве сингла с последнего восьмого студийного альбома группы Heaven: x: Hell 27 сентября 2023 года.

## История
Группа анонсировала свой восьмой студийный альбом Heaven: x: Hell 23 марта 2022 года. Альбом будет двойным. Часть Heaven относится к поп-панк-звучанию ранней карьеры группы, в то время как Hell больше склоняется к тяжёлому звучанию метала. В мае 2023 года группа объявила, что Heaven: x: Hell станет их последним альбомом, ибо после его выпуска они распадутся, но проведут мировой тур в его поддержку. За неделю до выхода песни Уибли был госпитализирован с сердечной недостаточностью и пневмонией, а также подозрением на COVID-19. На следующий день его выписали из больницы. Песня была выпущена 27 сентября 2023 года вместе с видеоклипом. Это первый релиз группы на лейбле Rise Records.

## Композиция
Эндрю Захер из Alternative Press назвал песню «вызывающим ностальгию поп-панк-синглом, который звучит прямо из классической эпохи группы начала 2000-х, но с некоторыми современными нотками». Дерик Уибли заявил: «Когда я писал „Landmines“, у меня не было намерения писать песню в стиле старой школы поп-панка. Она вышла очень быстро, и я сразу понял, что эта песня кажется мне особенной».

## Коммерческий перформанс
Сингл дебютировал на 29-м месте в чарте Billboard Alternative Airplay, став их первым синглом, попавшим в чарт после «Screaming Bloody Murder» 2011 года. С тех пор он достиг первого места, став вторым синглом после «Fat Lip», который достиг этой позиции.

## Чарты
| Чарт (2023-2024)                      | Наивысшая позиция |
| ------------------------------------- | ----------------- |
| US Alternative Airplay (Billboard)    | 1                 |
| US Rock Airplay (Billboard)           | 5                 |
| Canada Rock (Billboard)               | 1                 |
| Canada Digital Song Sales (Billboard) | 47                |
| New Zealand Hot Singles (RMNZ)        | 30                |

## Исполнители
Sum 41
- Дерик Уибли — вокал, ритм-гитара
- Джейсон МакКэслин — бас-гитара
- Дэйв Бэкш — соло-гитара, бэк-вокал
- Том Такер — ритм-гитара, клавишные, бэк-вокал
- Фрэнк Зуммо — ударные, перкуссия